# Roberto Maheler
Roberto Maheler (Cascavel, 25 de enero de 1985) es un deportista brasileño que compitió en piragüismo en la modalidad de aguas tranquilas. Ganó tres medallas en los Juegos Panamericanos entre los años 2007 y 2015.

## Palmarés internacional
| Juegos Panamericanos | Juegos Panamericanos    | Juegos Panamericanos | Juegos Panamericanos |
| Año                  | Lugar                   | Medalla              | Competición          |
| -------------------- | ----------------------- | -------------------- | -------------------- |
| 2007                 | Río de Janeiro (Brasil) | Medalla de oro       | K4 1000 m            |
| 2011                 | Guadalajara (México)    | Medalla de bronce    | K4 1000 m            |
| 2015                 | Toronto (Canadá)        | Medalla de plata     | K4 1000 m            |